# Johan Nordahl Brun
Johan Nordahl Brun (født 21. marts 1745 på Bynæsset ved Trondhjem, død 26. juli 1816 i Bergen) var en norsk digter og biskop.
Brun var oprindelig bestemt for den militære stand og indskreves som underofficer ved de nordenfjeldske skiløbere, men sattes senere til bogen og dimitteredes 1763 fra Trondhjems Skole. Efter at have underkastet sig de to første eksamener vendte han tilbage til Trondhjem og antog kondition i den rige købmand Meinckes hus, ledsagede 1767 dennes søn til Sorø Akademi og benyttede under opholdet her lejligheden til at tage teologisk embedseksamen.
Efter hjemkomsten til Trondhjem privatiserede han i nogen tid, ledsagede 1771 Gunnerus til København, da denne i anledning af Universitetets påtænkte reform blev kaldet herhen af Struensee, men kasseredes som dennes sekretær, da han ikke kunne tysk til nødvendig fuldkommenhed. Den unge mands forbitrelse vendte sig mod det Struenseeske Styre, og under indtrykket af tidens begivenheder og under påvirkning af Gerhard Schönings historieskrivning skrev han sin nationalsang, For Norge, Kæmpers Fødeland.
Tiden anvendtes nu til studium af franske digterværker og udarbejdelsen af tragedien Zarine, der opførtes februar 1772 og indbragte forfatteren ære, penge og løfte om befordring, nåar han havde digtet en tragedie til over et fædrelandsk emne. Han forfattede da sørgespillet Einar Thamberskælver, der dog på grund af sine (efter tidens opfattelse) hårde udfald mod Danmark ikke kunne blive opført, og kritikken fandt derudover meget andet at udsætte på stykket.
Han blev imidlertid 1772 udnævnt til residerende kapellan i sin hjembygd og tog efter ankomsten hertil til genmæle mod den kritik, som hans tragedie var blevet genstand for, og i hvilken han så et forsøg på at mistænkeliggøre hans undersåtlige loyalitet. Allerede 1774 opfyldte Ove Høegh-Guldberg sit løfte om at skaffe Brun et bedre kald, idet han mod dennes ønske forflyttede ham til sognepræsteembedet ved Korskirken i Bergen.
Der hvilede længe et vist mistænkeligt skær over Bruns loyalitet, og hans "rebelske Vise" især skaffede ham mange ubehageligheder. Derfor lagde han, som med al sin lidenskabelighed var en meget ordens- og autoritetskær mand, dobbelt vind på at få dette indtryk udslettet, og ihvorvel han, som følge af hans i de følgende år udgivne skrifter noksom viser, når som helst var rede til at optræde mod, hvad han anså for en krænkelse af det norske folks ret, afholdt han sig dog fra deltagelse i alle separatistiske bevægelser, som navnlig i den norske universitetssag skaffede sig luft.
Brun var utvivlsomt Norges mest veltalende mand, og ved sin stærke, kraftfulde personlighed kom han efterhånden til helt at beherske den almindelige opinion i Bergen. I 1791 foretog Brun en rejse til København for at søge succession på Bergens Stiftsprovsti uden at behøve at forlade Korskirken, sagde han selv; men i virkeligheden stilede han dog højere. Under opholdet her prædikede han nemlig under stort tilløb i Holmens Kirke og blev modtaget i audiens af kronprinsen. I 1793 blev han stiftsprovst i Bergen, og da biskop Ole Irgens 1797 blev blind, blev Brun konstitueret i hans embede, fik 1803 biskops titel og rang, og da Irgens samme år døde, blev Brun 1804 udnævnt til hans eftermand.
Mens Brun var stiftsprovst, lod han adskilligt trykke: Mindre Digte (1791), forskellige dramatiske sager, han forfattede for det dramatiske selskab i Bergen, et stort, for længst glemt digt »Jonathan« (1796), samt flere indlæg i tidsskriftet Folkevennen med videre. Mest kendt er – bortset fra enkelte af hans smådigte (for eksempel Bor jeg paa det høje Fjeld) – hans 1797 udgivne Hellige Taler. I øvrigt har han sikkert haft større betydning som personlighed end som forfatter.
Som biskop drog Brun flittig om på visitats og vandt et godt navn blandt bønderne i sit stift. Hans egen skildring af visitatsrejserne hører litterært til det bedste, han har gjort. Hans optræden mod Hans Nilssøn Hauge var præget af en i datiden sjælden, for ikke at sige enestående tolerance. Den tidligere af regeringen mistænkte mand blev nu regnet blandt dens fornemste støtter, og han gjorde også ret og skel for den tillid, som blev ham vist.
Da foreningen mellem rigerne løstes ved freden i Kiel, blev Brun grebet af hele nationens begejstring og gav både mundtlig og skriftlig stærke udtryk for den i sin sædvanlige djærve, lidet præstelige stil. Christian Frederiks optræden, Rigsforsamlingen og kongevalget var alle begivenheder, der gjorde den gamle prælat på ny til den unge entusiastiske student, og næst efter den unge konge var der ingen, som i den grad var hans helt som professor Georg Sverdrup. Men begejstringen afløstes af dyb skuffelse, da den uheldige krig og konventionen i Moss kuldkastede hans forhåbninger om opretholdelsen af nationens selvstændighed.
Denne ville han dog hævde i det længste. Han udvirkede for Bergens repræsentanter på det overordentlige Storting 1814 et mandat, der forpligtede dem til at stemme mod foreningen med Sverige, og dette blev fastholdt, efter at unionen var blevet en nødvendighed. Efter at foreningen var kommet i stand, bøjede han sig dog med sin store respekt for orden og autoritet for kendsgerningerne, og det varede ikke længe, før forholdet mellem ham og Karl Johan blev meget godt.
Hans kendeste efterkommer er nok tiptipoldebarnet Nordahl Grieg, der var opkaldt efter ham. 